# Universo Cinematográfico Marvel: Fase Seis
A Fase Seis do Universo Cinematográfico Marvel (MCU) é um grupo de filmes norte-americanos de super-heróis produzidos pela Marvel Studios baseados em personagens que aparecem em publicações da Marvel Comics. A Fase Seis apresenta todas as produções da Marvel Studios com lançamento previsto para meados de 2025 a meados de 2027, com a Walt Disney Studios Motion Pictures distribuindo os filmes, enquanto as séries são lançadas no Disney+. As séries em live-action são lançadas sob selo "Marvel Television", da Marvel Studios. O primeiro filme da fase será The Fantastic Four: First Steps, com lançamento previsto para julho de 2025. O cronograma de lançamento da Fase Seis foi alterado várias vezes devido às greves dos roteiristas dos Estados Unidos de 2023 e da SAG-AFTRA de 2023. Kevin Feige produz todos os filmes e é produtor executivo de todas as séries de televisão nesta fase.
Os filmes da fase incluem The Fantastic Four: First Steps, Spider-Man: Brand New Day, da Sony Pictures, com Tom Holland retornando como Peter Parker / Homem-Aranha, Avengers: Doomsday e Avengers: Secret Wars. Dois filmes não anunciados estão previstos para lançamento em 2026. Vision Quest estrelada por Paul Bettany também deve estrear em 2026, nesta fase. A Fase Seis, juntamente com a Fase Quatro e a Fase Cinco, constituem "A Saga do Multiverso".  

## Desenvolvimento
Em abril de 2014, o presidente da Marvel Studios, Kevin Feige, disse que histórias adicionais para sua franquia de mídia e universo compartilhado, o Universo Cinematográfico Marvel (MCU), estavam planejadas até 2028. Durante o painel da Marvel Studios na San Diego Comic-Con em julho de 2019, Feige anunciou vários filmes e séries de televisão para o Disney+ em desenvolvimento para a Fase Quatro do MCU, antes de revelar que o filme Blade e um filme do Quarteto Fantástico também estavam em desenvolvimento. Após o painel, Feige confirmou que Blade não fazia parte da Fase Quatro na época, e que o que foi anunciado era a lista completa da Fase Quatro, apesar da Marvel já estar desenvolvendo outros projetos naquele momento. Fantastic Four foi formalmente confirmado em dezembro de 2020; acreditava-se que o filme fazia parte da Fase Quatro naquela época.
Em junho de 2021, além de What If...?, a Marvel Studios estava desenvolvendo uma leva de pelo menos mais três séries animadas. Durante o evento Disney+ Day em novembro de 2021, a Marvel Studios anunciou oficialmente Marvel Zombies, séria animada relacionada a What If...?. No final de novembro de 2021, a Marvel Studios estava planejando pelo menos mais três filmes do Homem-Aranha estrelados por Tom Holland com a Sony Pictures, e no mês seguinte, a Marvel Studios e a Sony estavam começando ativamente a desenvolver a história para o quarto filme do Homem-Aranha do MCU. Além disso, Destin Daniel Cretton estava criando uma série de comédia através de sua empresa Family Owned, como parte de seu acordo geral com a Marvel Studios para desenvolver projetos de televisão para o estúdio para o Disney+, além de retornar para escrever e dirigir um filme sequência de Shang-Chi and the Legend of the Ten Rings (2021). Em abril de 2022, Feige disse que ele e a Marvel Studios estavam em um retiro criativo para planejar e discutir os filmes do MCU para os próximos 10 anos, e em junho de 2022, disse que informações sobre a próxima saga do MCU seriam fornecidas no meses seguintes, com a Marvel Studios sendo "um pouco mais direta" em seus planos futuros para fornecer ao público "o panorama geral [para que] possam ver um pouquinho mais do roteiro", seguindo as pistas incluídas durante a Fase Quatro. Em junho, foi revelado que a série de Cretton era Wonder Man.
No painel da Marvel Studios na San Diego Comic-Con em julho de 2022, Feige anunciou que Fantastic Four seria o primeiro filme da Fase Seis. Ele também anunciou que a fase terminaria com dois filmes conjuntos, Avengers: The Kang Dynasty e Avengers: Secret Wars, ambos a serem lançados em 2025, e que a Fase Seis, junto com a Fase Quatro e a Fase Cinco, fariam parte da "Saga do Multiverso". Os filmes foram inspirados respectivamente em "Dinastia Kang", uma história em quadrinhos de 2001 escrita por Kurt Busiek na qual Kang, o Conquistador, viaja no tempo para escravizar a humanidade, e Guerras Secretas, nome de uma história em quadrinhos de 1984-85 escrita por Jim Shooter e um quadrinho de 2015–16 escritos por Jonathan Hickman que seguem vários personagens da Marvel que convergem para o planeta Battleworld. Feige observou que, embora nem todos os projetos da Fase Seis ou das duas fases anteriores estivessem diretamente ligados ao enredo maior do multiverso, os vários enredos que se entrelaçariam levando a Secret Wars eram "um aspecto totalmente novo para o MCU". No painel, Feige também confirmou o filme Blade para a Fase Cinco. Após o painel na SDCC da Marvel Studios, a Disney anunciou uma terceira temporada de What If...? e uma segunda temporada de Your Friendly Neighborhood Spider-Man, então intitulada Spider-Man: Sophomore Year. Em outubro, a Marvel Studios adiou Blade para setembro de 2024 e, como resultado, adiou os lançamentos de Fantastic Four e Avengers: Secret Wars. No início de fevereiro de 2023, o CEO da Disney, Bob Iger, anunciou que a empresa estaria reavaliando o volume de conteúdo que produziria como forma de cortar custos nos próximos anos. Pouco depois, ao refletir sobre a quantidade de conteúdo do Disney+ lançado para a Fase Quatro em um curto espaço de tempo, Feige antecipou que a Marvel Studios procuraria espaçar os lançamentos das séries do Disney+ da Fase Cinco e Seis ou lançar menos a cada ano "para que cada uma delas tenha a chance de brilhar".

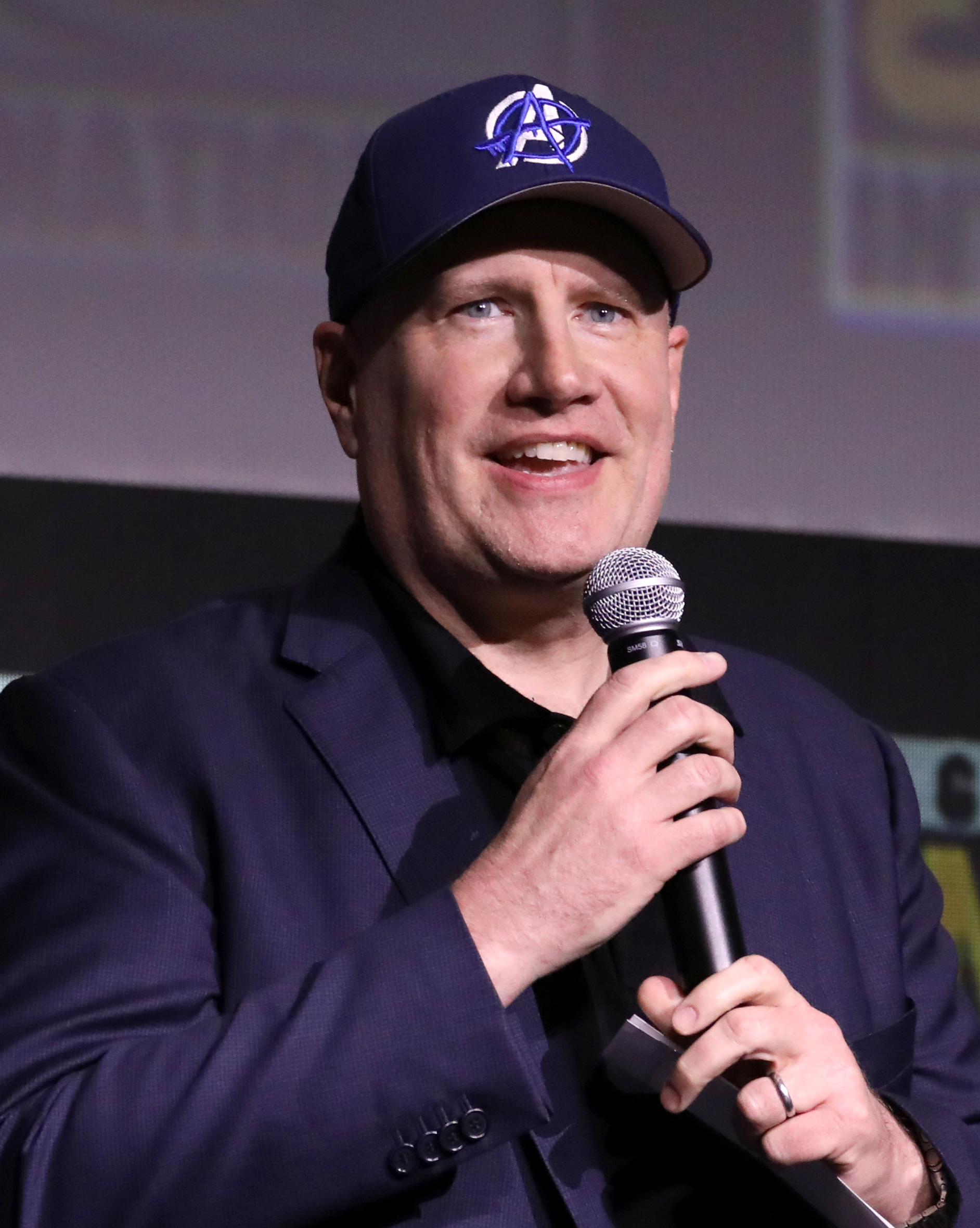
Kevin Feige na San Diego Comic-Con 2024, onde forneceu atualizações para alguns filmes da Fase Seis.

Não se esperava que o início da greve dos roteiristas dos Estados Unidos em maio de 2023 impactasse os projetos MCU em produção, ou se preparando para iniciar a produção, naquele momento, ou seja, Fantastic Four, com a Marvel Studios supostamente planejando filmar o que pudessem durante as filmagems e fazer os ajustes necessários no roteiro durante as refilmagens já agendadas de cada projeto. A produção de Wonder Man foi encerrada no final do mês, com planos de retomar as filmagens quando a greve terminasse. Em junho, a Disney adiou Fantastic Four para 2 de maio de 2025, Avengers: The Kang Dynasty para 1º de maio de 2026 e Avengers: Secret Wars para 7 de maio de 2027, em parte devido à greve dos roteiristas e às intenções da Disney de melhorar a qualidade do conteúdo do MCU, desde o roteiro até a pós-produção, após uma recepção decepcionante e reduzir os ganhos de bilheteria pós-pandemia de COVID-19 para vários filmes lançados recentemente. No mês seguinte, Iger afirmou que a empresa reduziria os gastos e a criação de conteúdo da Marvel, admitindo que a expansão da Marvel Studios para as séries do Disney + e mais filmes havia "diluído o foco e a atenção" após uma série de filmes de baixo desempenho nas bilheterias na Fase Quatro e Cinco. No início de setembro de 2023, a Marvel Studios anunciou que Wonder Man tinha um lançamento indeterminado, em parte por causa das greves contínuas dos roteiristas dos Estados Unidos e SAG-AFTRA e do desejo de desacelerar a produção de conteúdo e tornar cada um de seus títulos "um evento".
Após a conclusão da greve da SAG-AFTRA em novembro de 2023, a Disney adiou vários filmes para acomodar a retomada da produção, incluindo a mudança de Blade para 7 de novembro de 2025, tornando-o parte da lista da Fase Seis. Também naquele mês, foi relatado que executivos da Marvel Studios discutiram a possibilidade de trazer de volta o elenco original dos Vingadores, incluindo Robert Downey Jr. como Tony Stark / Homem de Ferro, bem como planos alternativos para a Saga do Multiverso devido aos problemas legais do ator de Kang, o Conquistador, Jonathan Majors, em torno de alegações de agressão no início daquele ano, incluindo mudar o foco para outro antagonista dos quadrinhos, como o Doutor Destino. No mês seguinte, a Disney e a Marvel Studios demitiram Majors depois que ele foi considerado culpado de assédio e agressão imprudente em terceiro grau. Seu personagem foi definido para ser o principal antagonista da Saga do Multiverso, particularmente em The Kang Dynasty. Naquela época, a Marvel Studios começou a se referir internamente ao filme como Avengers 5. Além disso, a Marvel Studios Animation anunciou a série Eyes of Wakanda, que foi planejada para ser lançada em 2024.
Fantastic Four foi renomeado como The Fantastic Four em fevereiro de 2024, quando sua data de lançamento foi adiada para 25 de julho de 2025, trocando com o filme da Fase Cinco, Thunderbolts*. Em maio de 2024, Iger disse que a Disney planejava lançar dois, ou no máximo três, filmes da Marvel e duas séries da Marvel por ano daqui para frente. Isso representa uma redução em relação aos quatro filmes e cerca de quatro séries lançados nos últimos anos e fazia parte da estratégia mais ampla da empresa para reduzir sua produção de conteúdo e focar na qualidade; naquela época, quatro filmes ainda estavam previstos para serem lançados em 2026. Ele disse que o conteúdo da Marvel continuaria a equilibrar sequências com novas franquias. Mais tarde naquele mês, Vision Quest, uma série spin-off de WandaVision (2021) focada no Visão, foi revelada em desenvolvimento para lançamento em 2026; já estava sendo desenvolvida anteriormente pela criadora de WandaVision, Jac Schaeffer. Em julho de 2024, The Fantastic Four foi renomeado como The Fantastic Four: First Steps, enquanto Avengers 5 foi intitulado Avengers: Doomsday junto com o anúncio de Downey interpretando um novo vilão, o Doutor Destino, nesse filme e em Secret Wars. Na convenção D23 da Disney em agosto, Feige confirmou que Daredevil: Born Again teria uma segunda temporada, que consistiria em oito episódios transferidos da primeira temporada originalmente anunciada de 18 episódios após a reformulação criativa da série. Em outubro, a Disney removeu Blade de seu calendário de lançamentos, enquanto a Sony Pictures programou Spider-Man: Brand New Day para lançamento em 24 de julho de 2026. Isso preencheu uma data que a Disney havia agendado anteriormente para um filme não especificado da Marvel Studios. Mais tarde naquele mês, a Marvel Studios anunciou as datas de lançamento de seus projetos Disney+ até o final de 2024 e 2025, incluindo Eyes of Wakanda, Marvel Zombies e Wonder Man. Em fevereiro de 2025, a Sony adiou o lançamento do quarto filme do Homem-Aranha uma semana, para 31 de julho de 2026, enquanto um Marvel Studios Special Presentations estrelando Jon Bernthal como Frank Castle / Justiceiro foi revelado em desenvolvimento para lançamento em 2026, junto com a segunda temporada de Daredevil: Born Again, que está previsto para estrear em março de 2026. Em maio de 2025, a Disney adiou o lançamento de Doomsday e Secret Wars para 18 de dezembro de 2026 e 17 de dezembro de 2027, respectivamente, para dar mais tempo para a produção ser concluída.
A Disney agendou uma data de lançamento adicional para um filme não anunciado da Marvel Studios em 23 de julho de 2027.

## Filmes
| Filme                           | Data de lançamento (EUA) | Diretor               | Roteirista(s)                                           | Produtor(es)                           | Estado             |
| ------------------------------- | ------------------------ | --------------------- | ------------------------------------------------------- | -------------------------------------- | ------------------ |
| The Fantastic Four: First Steps | 25 de julho de 2025      | Matt Shakman          | Josh Friedman, Eric Pearson, Jeff Kaplan e Ian Springer | Kevin Feige                            | Lançado            |
| Spider-Man: Brand New Day       | 31 de julho de 2026      | Destin Daniel Cretton | Chris McKenna e Erik Sommers                            | Kevin Feige e Amy Pascal               | Pré-produção       |
| Avengers: Doomsday              | 18 de dezembro de 2026   | Anthony e Joe Russo   | Michael Waldron e Stephen McFelly                       | Kevin Feige, Anthony Russo e Joe Russo | Filmando           |
| Avengers: Secret Wars           | 17 de dezembro de 2027   | Anthony e Joe Russo   | Michael Waldron e Stephen McFelly                       | Kevin Feige, Anthony Russo e Joe Russo | Em desenvolvimento |

### The Fantastic Four: First Steps(2025)
O Quarteto Fantástico precisa proteger seu mundo retrô-futurista inspirado nos anos 1960 de ser devorado pelo ser cósmico Galactus.
O presidente da Marvel Studios, Kevin Feige, disse que eles estavam desenvolvendo um filme do Quarteto Fantástico do MCU em julho de 2019. Jon Watts foi anunciado como diretor em dezembro de 2020, mas se retirou em abril de 2022. Matt Shakman assumiu como diretor em setembro, quando Jeff Kaplan e Ian Springer estavam escrevendo o roteiro. Josh Friedman estava reescrevendo o roteiro em março de 2023, com Eric Pearson também contribuindo. Kat Wood contribuiu com a história do filme. A equipe titular foi confirmada em fevereiro de 2024, composta por Pedro Pascal como Reed Richards / Senhor Fantástico, Vanessa Kirby como Sue Storm / Mulher Invisível, Joseph Quinn como Johnny Storm / Tocha Humana e Ebon Moss-Bachrach como Ben Grimm / Coisa. O título foi anunciado no final de julho de 2024, quando as filmagens começaram no Pinewood Studios, em Londres, e foram finalizadas no final de novembro. The Fantastic Four: First Steps estreou no Dorothy Chandler Pavilion em 21 de julho de 2025, e foi lançado nos Estados Unidos em 25 de julho de 2025.
The Fantastic Four: First Steps se passa na Terra-828, um universo alternativo da "Linha do Tempo Sagrada" do MCU principal, em 1964. Por isso, Shakman disse que não haveria "easter eggs" para o MCU maior. Robert Downey Jr. faz uma aparição especial como Victor von Doom / Doutor Destino na cena no meio dos créditos.

### Spider-Man: Brand New Day(2026)
Em agosto de 2019, um quarto filme do Homem-Aranha no MCU estava supostamente em desenvolvimento junto com Spider-Man: No Way Home (2021). Até dezembro de 2021, a Sony e a Marvel Studios planejavam fazer pelo menos mais três filmes, incluindo o quarto, estrelado por Tom Holland como Peter Parker / Homem-Aranha. Chris McKenna e Erik Sommers começaram a escrever o roteiro em fevereiro de 2023, mas o trabalho foi logo suspenso pela greve dos roteiristas dos Estados Unidos de 2023. Destin Daniel Cretton foi contratado em outubro de 2024, quando Holland foi confirmado para estrelar, e o título do filme foi revelado como Spider-Man: Brand New Day em março de 2025. As filmagens começaram em agosto de 2025 em Glasgow, Escócia, com trabalho de soundstage no Pinewood Studios, na Inglaterra. Spider-Man: Brand New Day está programado para ser lançado em 31 de julho de 2026.
Jon Bernthal e Mark Ruffalo reprisam seus papéis como Frank Castle / Justiceiro e Bruce Banner / Hulk, respectivamente, enquanto Charlie Cox também deve reprisar seu papel como Matt Murdock / Demolidor.

### Avengers: Doomsday(2026)
Os Vingadores, Wakandanos, Quarteto Fantástico, Novos Vingadores e os X-Men "originais" se unem para enfrentar o Doutor Destino.

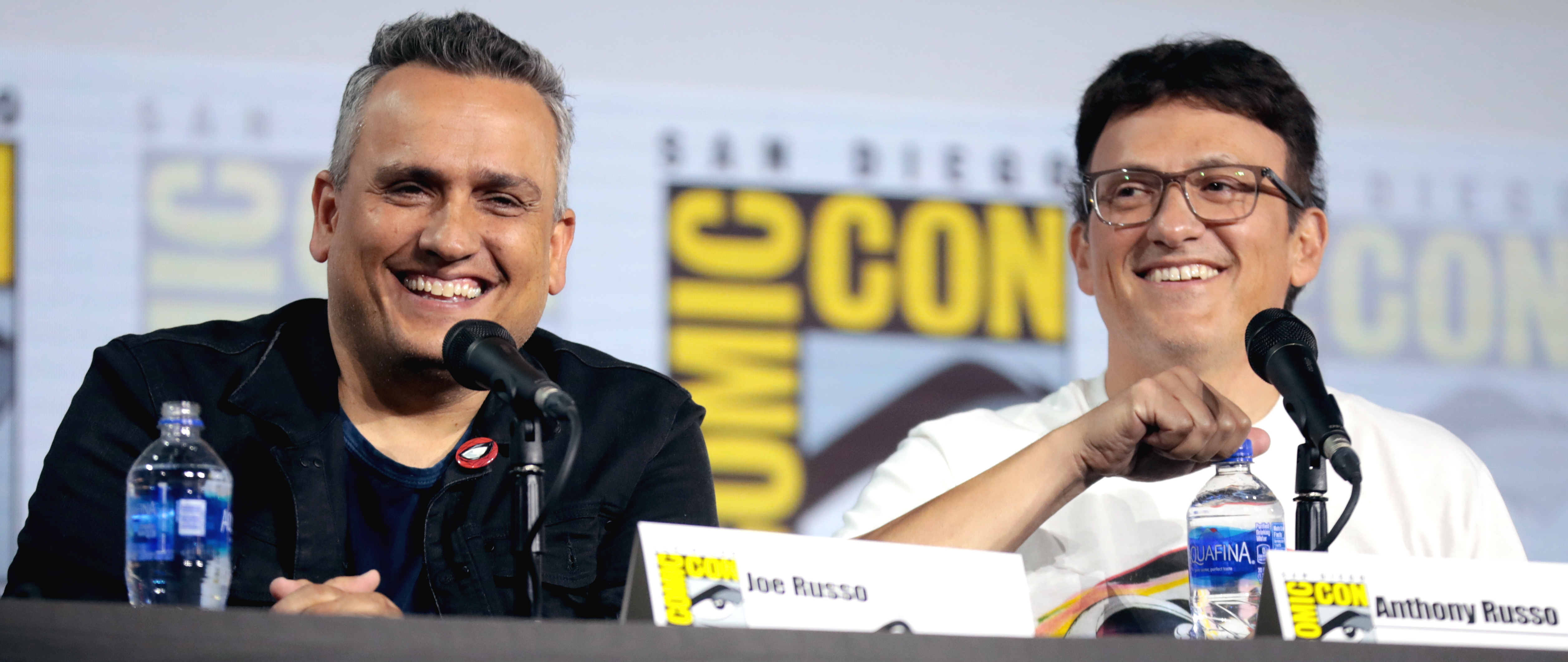
Joe e Anthony Russo retornam como diretores de Avengers: Doomsday e Avengers: Secret Wars.

Na San Diego Comic-Con em julho de 2022, a Marvel Studios anunciou Avengers: The Kang Dynasty, com Destin Daniel Cretton na direção, e Jeff Loveness estava escrevendo o roteiro em setembro. Ambos saíram em novembro de 2023, quando Michael Waldron se juntou como roteirista. O ator de Kang, o Conquistador, Jonathan Majors, foi escalado para estrelar o filme até ser demitido no mês seguinte após uma condenação por agressão. Na SDCC de julho de 2024, a Marvel Studios anunciou o novo título do filme, a escalação de Robert Downey Jr. como o novo antagonista do filme, Victor von Doom / Doutor Destino (depois de interpretar Tony Stark / Homem de Ferro no MCU), Anthony e Joe Russo como diretores e produtores por meio de sua produtora AGBO, e Stephen McFeely como o novo roteirista. O filme conta com um elenco que inclui muitos atores que já apareceram em outras produções do MCU. As filmagens começaram em março de 2025 no Pinewood Studios em Londres, e estão previstas para durar até agosto. Avengers: Doomsday está programado para ser lançado em 18 de dezembro de 2026.
Doomsday se passa 14 meses depois de Thunderbolts* (2025). Ian McKellen, Alan Cumming, Rebecca Romijn e James Marsden reprisam seus respectivos papéis como Erik Lensherr / Magneto, Kurt Wagner / Noturno, Raven Darkhölme / Mística e Scott Summers / Ciclope da série de filmes dos X-Men da 20th Century Fox.

### Avengers: Secret Wars(2027)
A Marvel Studios anunciou Avengers: Secret Wars na San Diego Comic-Con em julho de 2022, com Waldron escrevendo o roteiro em outubro. Os irmãos Russo foram anunciados em julho de 2024 como diretores e produtores pela AGBO, junto com McFeely como o novo roteirista e a escalação de Downey como Doutor Destino. As filmagens estão programadas para começar em meados de 2026 no Pinewood Studios, na Inglaterra. Avengers: Secret Wars está programado para ser lançado em 17 de dezembro de 2027.
O elenco principal do Quarteto Fantástico estará presente no filme, retornando de Doomsday.

## Séries de televisão
As séries da Fase Seis serão lançadas no Disney+.
| Série                                 | Temporada | Temporada | Episódios  | Originalmente exibida  | Originalmente exibida  | Showrunner(s)    | Diretor(es)                                                                    | Estado       |
| Série                                 | Temporada | Temporada | Episódios  | Primeira exibição      | Última exibição        | Showrunner(s)    | Diretor(es)                                                                    | Estado       |
| ------------------------------------- | --------- | --------- | ---------- | ---------------------- | ---------------------- | ---------------- | ------------------------------------------------------------------------------ | ------------ |
| Eyes of Wakanda                       |           | 1         | 4          | 1 de agosto de 2025    | 1 de agosto de 2025    | Todd Harris      | Todd Harris e John Fang                                                        | Lançada      |
| Marvel Zombies                        |           | 1         | 4          | 24 de setembro de 2025 | 24 de setembro de 2025 | Bryan Andrews    | Bryan Andrews                                                                  | Em produção  |
| Wonder Man                            |           | 1         | 8          | dezembro de 2025       | TBA                    | Andrew Guest     | Destin Daniel Cretton, Stella Meghie, James Ponsoldt e Tiffany Johnson         | Pós-produção |
| Daredevil: Born Again                 |           | 2         | 8          | 2 de março de 2026     | TBA                    | Dario Scardapane | Justin Benson e Aaron Moorhead, Solvan Naim, Iain B. MacDonald e Angela Barnes | Pós-produção |
| Vision Quest                          |           | 1         | A anunciar | 2026                   | A anunciar             | Terry Matalas    | Terry Matalas, Christopher J. Byrne e Vincenzo Natali                          | Pós-produção |
| Your Friendly Neighborhood Spider-Man |           | 2         | TBA        | 2026                   | TBA                    | Jeff Trammell    | TBA                                                                            | Em produção  |

### Eyes of Wakanda
Os Hatut Zaraze, guerreiros de Wakanda, realizam missões perigosas ao redor do mundo para recuperar artefatos de vibranium ao longo da história.
Eyes of Wakanda foi anunciado pela Marvel Studios Animation em dezembro de 2023, criado em colaboração com a produtora Proximity Media do diretor de Black Panther (2018) e Black Panther: Wakanda Forever (2022), Ryan Coogler. Em maio de 2024, Todd Harris foi revelado como o criador da série, e ele é o diretor e o showrunner. Anteriormente, ele trabalhou como artista de storyboard na Marvel Studios. Eyes of Wakanda estreou no Disney+ em 1 de agosto de 2025, com seus 4 episódios.

### Marvel Zombies
Um grupo de sobreviventes luta contra antigos heróis e vilões que foram transformados em zumbis.
Em novembro de 2021, uma série animada baseada nos quadrinhos Marvel Zombies foi anunciada, com Bryan Andrews dirigindo e Zeb Wells atuando como roteirista principal; Andrews foi posteriormente revelado como showrunner. É uma continuação da realidade apresentada pela primeira vez no episódio "What If... Zombies?!", de What If...?, e inclui personagens introduzidos na Fase Quatro do MCU. Marvel Zombies está programado para estrear no Disney+ em 24 de setembro de 2025, e consistirá em quatro episódios.
Vários atores reprisam seus papéis do MCU em Marvel Zombies, incluindo Awkwafina como Katy, David Harbour como Alexei Shostakov / Guardião Vermelho, Simu Liu como Xu Shang-Chi, Elizabeth Olsen como Wanda Maximoff / Feiticeira Escarlate, Randall Park como Jimmy Woo, Florence Pugh como Yelena Belova, Hailee Steinfeld como Kate Bishop, Dominique Thorne como Riri Williams / Coração de Ferro e Iman Vellani como Kamala Khan / Ms. Marvel.

### Wonder Man
Em dezembro de 2021, Destin Daniel Cretton assinou um contrato de vários anos com a Marvel Studios para desenvolver projetos de televisão para a Disney+, com uma série de comédia já em desenvolvimento naquela época, por meio da empresa de Cretton, Family Owned, e Onyx Collective. Em junho de 2022, a série foi revelada como Wonder Man, centrada no personagem Simon Williams / Magnum, com Andrew Guest se juntando para desenvolver a série e servir como roteirista principal; Mais tarde, Guest se tornou showrunner. Em outubro, Yahya Abdul-Mateen II foi escalado como o personagem-título. As filmagens começaram em abril de 2023 em Los Angeles, com Cretton, Stella Meghie, James Ponsoldt e Tiffany Johnson dirigindo episódios da série, mas foram interrompidas no mês seguinte por causa da greve da WGA. As filmagens foram retomadas em janeiro de 2024, e concluídas em abril. Wonder Man está programado para estrear no Disney+ em dezembro de 2025, como parte do selo "Marvel Spotlight", e deve consistir em oito episódios.
Ben Kingsley reprisa seu papel do MCU como Trevor Slattery.

### Daredevil: Born Again – 2ª Temporada
A primeira temporada de Daredevil: Born Again estreou em março de 2025. A série foi anunciada em julho de 2022 com uma primeira temporada de 18 episódios, mas após sua reformulação criativa em setembro de 2023, foi dividida em duas temporadas. O showrunner Dario Scardapane e os diretores Justin Benson e Aaron Moorhead retornaram para a segunda temporada, que Scardapane descreveu como a segunda parte da primeira temporada. As filmagens da segunda temporada começaram no final de fevereiro de 2025 e estão programadas para durar até julho. A temporada está programada para estrear no Disney+ no início ou meados de 2026, e deve consistir em oito episódios.

### Vision Quest
Uma série spin-off de WandaVision centrada no personagem Visão, de Paul Bettany, intitulada Vision Quest, estava em desenvolvimento em outubro de 2022. Jac Schaeffer deveria retornar como roteirista principal com Bettany estrelando, mas Schaeffer não estava mais desenvolvendo-a em maio de 2024 devido ao seu foco no primeiro spin-off, Agatha All Along (2024), e Terry Matalas foi contratado para desenvolver a série como seu showrunner; A Marvel Studios ainda se referia a série como Vision Quest, mas esperava-se que tivesse um título final diferente. A série pretende concluir uma trilogia de séries que inclui WandaVision e Agatha All Along. As filmagens começaram em março de 2025 no Pinewood Studios em Londres, com Matalas, Christopher J. Byrne e Vincenzo Natali dirigindo episódios da série. Vision Quest está programada para estrear no Disney+ em 2026.
Reprisando seus papéis do MCU na série estão James Spader como Ultron, de Avengers: Age of Ultron (2015), e Faran Tahir como Raza, de Iron Man (2008).

### Your Friendly Neighborhood Spider-Man – 2ª Temporada
A primeira temporada de Your Friendly Neighborhood Spider-Man estreou em janeiro de 2025. Uma segunda temporada, inicialmente intitulada Spider-Man: Sophomore Year, foi anunciada em julho de 2022, continuando a convenção de nomenclatura do título original da série, Spider-Man: Freshman Year. Jeff Trammell retornou como roteirista principal e showrunner para a segunda temporada e disse em janeiro de 2025 que a série não se limitaria a cobrir um ano letivo por temporada. A segunda temporada está prevista para estrear em 2026. Uma terceira temporada também está em desenvolvimento.

## Especiais de streaming
Os especiais da Fase Seis serão lançados no Disney+ e são comercializados como "Marvel Studios Special Presentations".
| Especial                                       | Lançamento | Diretor               | Roteirista                           | Estado   |
| ---------------------------------------------- | ---------- | --------------------- | ------------------------------------ | -------- |
| Especial de televisão sem título do Justiceiro | 2026       | Reinaldo Marcus Green | Reinaldo Marcus Green e Jon Bernthal | Filmando |

### Especial sem título do Justiceiro
Em fevereiro de 2025, foi anunciado que um Especial centrado no personagem Frank Castle / Justiceiro, de Jon Bernthal, da série de televisão de Netflix e Daredevil: Born Again, estaria em desenvolvimento. Reinaldo Marcus Green foi escalado para dirigir o especial e estava escrevendo o roteiro com Bernthal, depois de trabalharem juntos na minissérie We Own This City (2022). O especial está previsto para ser lançado no Disney+ em 2026.

## Relacionado
- X-Men '97 temporada 2: Uma continuação de X-Men: The Animated Series (1992–1997), produzida pela Marvel Studios através de seu selo Marvel Animation. Beau DeMayo foi o como roteirista principal, com Jake Castorena como diretor supervisor e Chase Conley e Emi-Emmett Yonemura também dirigindo.[143][144] Muitos membros do elenco da série original retornaram para reprisar seus papéis ou dublar novos personagens.[145] X-Men '97 não se passa na Linha do Tempo Sagrada do MCU,[146][147][148] embora Feige tenha considerado integrar a série com o MCU durante o desenvolvimento.[149] Em vez disso, X-Men '97 compartilha continuidade com a série original e várias outras séries animadas da Marvel que foram lançadas na década de 1990;[150][151] dentro do multiverso da Marvel Comics, X-Men: The Animated Series existe na Terra-92131.[152] Apesar de existir fora da Linha do Tempo Sagrada, a série está listada na seção da Saga do Multiverso do MCU no Disney+.[153] A temporada está programada para estrear em 2026.[154]